# Parajapyx grassianus
Parajapyx grassianus är en urinsektsart som beskrevs av Filippo Silvestri 1911. Parajapyx grassianus ingår i släktet Parajapyx och familjen Parajapygidae.

## Underarter
Arten delas in i följande underarter:
- P. g. robustior
- P. g. grassianus